# 1777 Gehrels
Az 1777 Gehrels (ideiglenes jelöléssel 4007 P-L) a Naprendszer kisbolygóövében található aszteroida. Cornelis Johannes van Houten, Ingrid van Houten-Groeneveld és Tom Gehrels fedezte fel 1960. szeptember 24-én.